# Nghĩa trang Do Thái ở Ostrów Wielkopolski

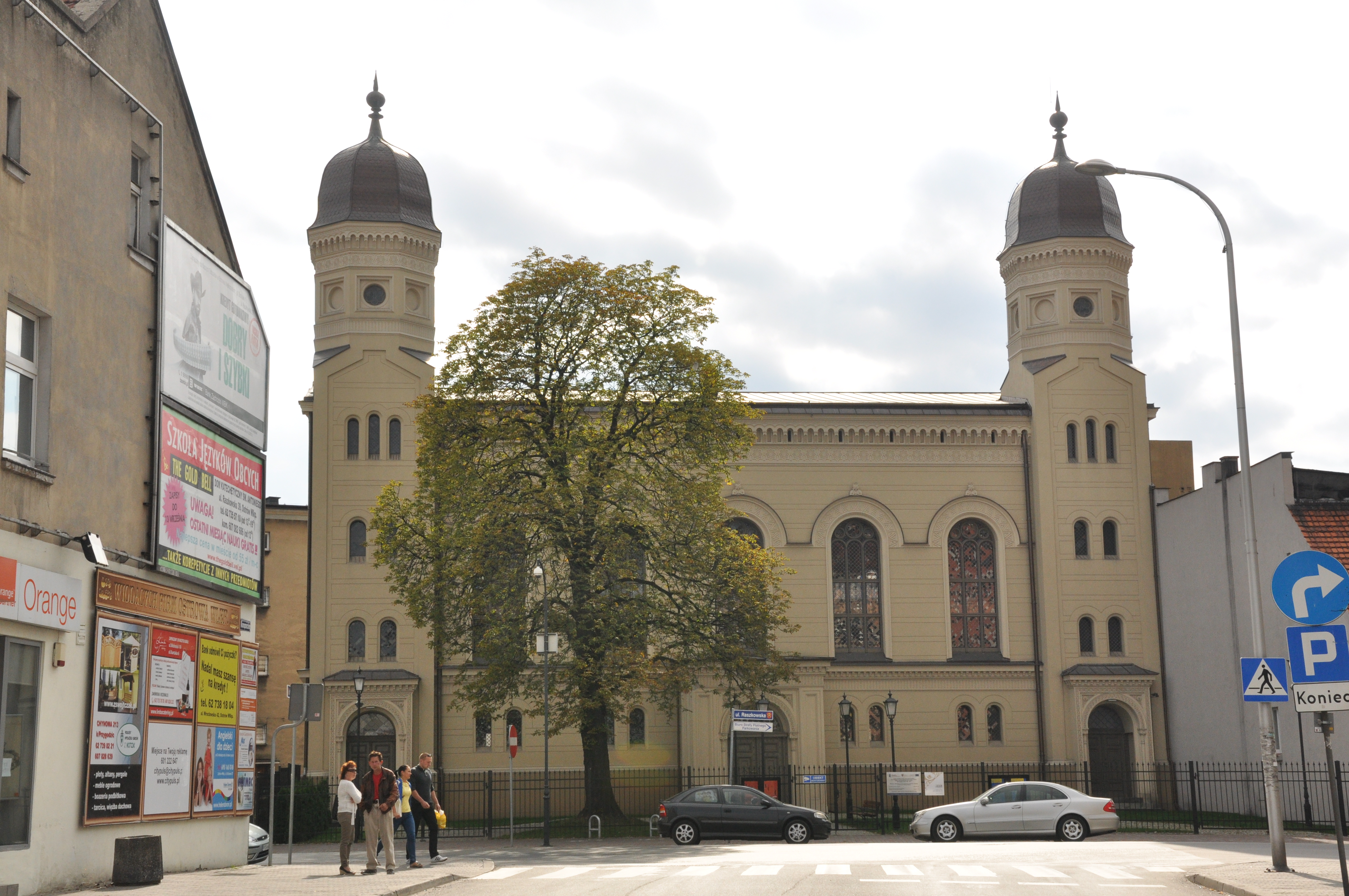
Giáo đường Do Thái của Ostrów Wielkopolski được xây dựng vào năm 1857-1860 (sau khi cải tạo)

Có hai nghĩa trang Do Thái ở Ostrów Wielkopolski, Ba Lan. Theo một thỏa thuận giữa chính quyền thị trấn và cộng đồng Do Thái, một bảo tàng tập hợp các di tích đá đã được sử dụng làm bia mộ còn lại từ hai nghĩa trang. Năm 2006, việc ghi chép kiến trúc và bảo tồn các công trình bia mộ còn sót lại đã bắt đầu, Bên cạnh đó, một đề xuất xây dựng di tích đã được triển khai. Việc xây dựng được thực hiện vào tháng 4 năm 2007. 

## Nghĩa trang cũ
Nghĩa trang đầu tiên được xây dựng ở trung tâm khu phố Do Thái (phía tây của quảng trường thị trấn) vào đầu thế kỷ thứ mười tám. Nó chỉ rộng 176.7 m2 và đã bị đóng cửa vào năm 1780. Năm 1877, địa điểm đã được dọn sạch và trồng cây xanh. Để kỷ niệm hòa bình sau Chiến tranh Pháp-Đức (1870 -1871), khu vực này được đặt tên là Lasek Przyjaźni (Khu rừng của tình bạn). Trong Thế chiến II, toàn bộ khu vực cùng với khu Do Thái đã bị phá hủy. Trong thời kỳ cộng sản, một máy biến áp điện đã được thiết lập trên nghĩa trang. 

## Nghĩa trang mới
Nghĩa trang mới được mở ra ở vùng ngoại ô phía bắc của Ostrów (rìa phía tây của Khu phố mới), cùng năm đó nghĩa trang cũ đã bị đóng cửa. Năm 1873, một nhà tang lễ đã được xây dựng trên khuôn viên rộng 28 nghìn mét vuông gần đó. Trong Thế chiến II, bia mộ đã được gỡ bỏ và sử dụng làm vật liệu xây dựng. Cho đến năm 1960, một khu vườn trung tâm được mở trên mảnh đất này. Sau đó vào những năm 70, một ngôi trường được xây dựng tại đây. Một phần của khu đất, cùng với hài cốt chôn cất vẫn ở nguyên chỗ cũ, sau đó đã được sử dụng để xây dựng một tuyến đường vào trung tâm thị trấn.